# PZL-Mielec M-18 Dromader
PZL-Mielec M-18 Dromader är ett polskt enmotorigt jordbruksflygplan, som tillverkas av PZL-Mielec.
PZL-Mielec började utveckla Dromader vid mitten av 1970-talet i samarbete med Rockwell International med avsikt att sälja på export. I samarbetet ingick också att utrusta jordbruksplanet Rockwell Thrush Commander med en PZL-3 radialmotor. Dromader delar de yttre delarna av vingarna och delar av flygkroppen med Thrush Commander.
Den första prototypen premiärflög i augusti 1976.

## Bilder
| M18B Dromader som vattenbombare. |  | M18B Dromader som vattenbombare. |
| M18B Dromader som vattenbombare. |  |                                  |